# Lusnić
Lusnić är en ort i Bosnien och Hercegovina.   Den ligger i entiteten Federationen Bosnien och Hercegovina, i den västra delen av landet, 120 km väster om huvudstaden Sarajevo. Lusnić ligger 753 meter över havet och antalet invånare är 323.
Terrängen runt Lusnić är lite bergig. Närmaste större samhälle är Orguz, 15,1 km söder om Lusnić. 
Trakten runt Lusnić består till största delen av jordbruksmark. Runt Lusnić är det ganska tätbefolkat, med 93 invånare per kvadratkilometer.